# USS Seadragon (SSN-584)
USS Seadragon (SSN-584) (англ. рыба морской дракон) — многоцелевая атомная подводная лодка ВМС США, четвёртая и последняя в серии проекта «Скейт». Контракт на её строительство была присужден Портсмутской военно-морской верфи в Киттери, штат Мэн. Подводная лодка долго находилась на службе ВМФ США и в конце 1980-х была списана и утилизирована.

## История
По завершении Карибского кризиса «Сидрэгон» вернулась в Портсмут, откуда 1 августа 1960 отправилась в Тихий океан. С приказом пройти Северо-Западный проход, она направилась в Пролив Парри, достигнув к середине месяца пролива Ланкастер — восточной оконечности канала, и в соответствии с судовым журналом Вильяма Парри направилась на запад.
Собирая по ходу движения океанографические и гидрографические данные, «Сидрэгон» прошла проливами Барроу, Вайкаунт-Мелвилл и Мак-Клур. 21 августа она закончила первый в мире подводный поход через Северо-Западный проход, вошла в Море Бофорта и направилась на Северный полюс, достигнув его 25 августа. Произведя всплытие сквозь тонкий лёд эта лодка стала третьей, побывавшей в надводном положении на Северном полюсе. Члены команды достали софтбольное снаряжение и, по словам капитана, в 16:00 в среду он отбил мяч, поймать который удалось лишь в 4:00 в четверг. С полюса «Сидрэгон» (не имея никаких иных вариантов) повернула на юг, и после проведения экспериментов совместно с учеными на ледяном острове Т-3, направилась в Чукотское море и Берингов пролив. 5 сентября она достигла города Ном, и девять дней спустя прибыла в порт приписки в Пёрл-Харбор. За переход Северо-Западным проходом через пролив Парри ПЛ получила благодарность части Военно-морского флота.
Следующие девять месяцев «Сидрэгон» была занята в локальных операциях. В июне 1961 она отправилась в свой первый поход на запад Тихого океана, приняв участие в учениях Седьмого флота — в основном противолодочной борьбы — и завершила его 58-дневным подвозным переходом. В октябре ПЛ возвратилась в Пёрл-Харбор к локальным операциям.
12 июля 1962 «Сидрэгон» отбыла из Пёрл-Харбора во второй Арктический поход. Пройдя Беринговым проливом и Чукотским морем она связалась с Т-3, а затем направилась далее на север для встречи с подлодкой своей серии USS Skate (SSN-578), следующей из Нью-Лондона. 31 июля две подлодки встретились подо льдами и проследовали на Северный Полюс для манёвров с применением сонаров и оружия. Там же к подлодкам присоединился ледокол USCGC Burton Island (AGB-1). Позднее в августе субмарины вернулись в свои порты приписки. По пути в Сиэтл «Сидрэгон» спасла 12 выживших с потерпевшего крушение гидроплана и доставила их в Порт-Анджелес, 14 сентября «Сидрэгон» вернулась в Пёрл-Харбор.
В первой половине 1963, ветеран Арктики участвовала в локальных операциях и предприняла второй поход на запад Тихого океана. 8 июля она встала на первый ремонт и перезаправку в Военно-морской верфи в Пёрл-Харбор. Позднее, в мае 1964 она вернулась к службе в районе Гавайев.  10 августа «Сидрэгон» отправилась на запад, в связи с началом кризиса в заливе Бакбо. На протяжении сентября и октября она базировалась на Базе ВМФ в Субик-Бей, а затем, после вызова в Гонконг, перебазировалась на Окинаву в Японии для улучшения имиджа и участия в следующих учениях Седьмого флота. 4 марта 1965 подводная лодка вернулась в Пёрл-Харбор.
Последующие четыре года «Сидрэгон» участвовала в локальных операциях в районе Гавайев, учениях и манёврах вдоль Западного Побережья, а также в регулярных походах Седьмого флота в западной части Тихого Океана. В июле 1968, однако, этот график был прерван 34-месячным ремонтом и перезаправкой на Военно-морской верфи в Пёрл-Харбор, по окончании которого, в марте 1971, она вернулась к прежнему графику походов.
[1971-1984]